# HAT-P-2b
HAT-P-2b هو كوكب خارج المجموعة الشمسية يقع على بعد 370 سنة ضوئية تقريباً
 في كوكبة الجاثي حول النجم HD147506 . اكتشف الكوكب بواسطة مشروع هاتنيت (شبكة التلسكوبات المجرية الآلية) في مايو 2007.

## خصائص
HAT-P-2b مشتري حار تقدر كتلتة بنحو 8.65 كتلة مشرية، في حين أن قطره يقدر بحوالي 135978 كم (84493 ميل)
 حجم الكوكب صغير بالمقارنة مع انتفاخ غلاف الكوكب الجوي ويعود ذلك لقوة جاذبية الكوكب. يدل هذا على أن متوسط كثافة الكوكب عالية ضعف كثافة الأرض وجاذبيتة السطحية أقوى بحوالي 24 مرة من الأرض، أي ما يعادل تقريبا جاذبية الشمس. انحراف مدار الكوكب عالي ويتراوح بين 4.90 مليون إلى 15.36 مليون ميل من النجم. ويستغرق الكوكب 5 أيام و15 ساعة ليكمل مدارة .